# Albert Riera
Alberto Riera Ortega (sinh ngày 15 tháng 4 năm 1982) là một cầu thủ bóng đá người Tây Ban Nha chơi ở vị trí tiền vệ, hiện đang là huấn luyện viên của câu lạc bộ Olimpija Ljubljana.

## Sự nghiệp câu lạc bộ

### Mallorca
Riera khởi đầu sự nghiệp thi đấu chuyên nghiệp cùng câu lạc bộ quê nhà RCD Mallorca, nhưng chỉ có 11 lần ra sân ở giải hạng nhất trong hai mùa giải đầu tiên của anh ở đây. Vào mùa giải 2002-03, là một vị trí không thể thay thế, anh giúp Mallorca vô địch cúp Nhà vua Tây Ban Nha, và ghi 4 bàn trong mùa giải, qua 35 trận đấu.

### Bordeaux
Vào mùa hè năm 2003, Riera chuyển tới Bordeaux, nơi anh có được vị trí trong đội hình trong 2 mùa giải.Anh có hơn 50 lần ra sân ở giải vô địch quốc gia cho đội bóng Pháp, và ghi 4 bàn.

### Espanyol
Riera quay về Tây Ban Nha vào năm 2005 để gia nhập Espanyol.Ở mùa giải đầu tiên, anh chỉ chơi 8 trận ở giải quốc nội, khiến anh phải chuyển đến Manchester City vào tháng 1 năm 2006, ở đây anh cũng không có được vị trí trong đội hình chính thức, anh trở về Catalonia vào đầu mùa giải 2006-07.
Trong suốt mùa giải đó, với thành công rực rỡ ở UEFA Cup (Espanyol thua trên chấm 11m trước Sevilla ở trận chung kết, với bàn thắng của Riera ở thời gian chính), Riera có màn trình diễn tuyệt vời, ghi 8 bàn trong 41 trận ở 2 giải đấu. Vào ngày kết thúc mùa giải, anh gia hạn hợp đồng với câu lạc bộ đến năm 2011.

### Liverpool
Vào ngày 1 tháng 9 năm 2008 (ngày cuối của kì chuyển nhượng, Riera ký hợp đồng 4 năm cùng Liverpool với mức giá 8 triệu bảng Anh, cùng số áo 11.Anh có trận đấu đầu tiên ở Premier League vào ngày 13, chơi 72 phút trong trận thắng Manchester United, và ghi bàn đầu tiên trong trận thắng Wigan Athletic 3-2 vào ngày 18 tháng 10, và có thêm một bàn nữa ở cúp C1 trong trận thắng PSV Eindhoven, vào ngày 9 tháng 12 (thắng 3-1).Anh cũng ghi bàn đầu tiên của Liverpool trong năm 2009 ở FA Cup trong trận thắng 2-0 trước Preston North End.
Cuối mùa giải đó, anh ghi một bàn nữa trong trận thắng Aston Villa vào ngày 22 tháng 3, anh ghi sau một pha phát bóng của thủ môn Jose Manuel Reina.

## Đội tuyển quốc gia
Riera có trận đấu đầu tiên cho đội tuyển Tây Ban Nha vào ngày 13 tháng 10 năm 2007, ở vòng loại Euro 2008 tiếp Đan Mạch, anh ghi 1 bàn trong trận đó.Tuy nhiên, anh lại không được triệu tập cho vòng chung kết, nơi đội tuyển đã vô địch.
Riera được gọi trở lại vào tháng 10 cho vòng loại World Cup 2010, sau khi tiền vệ của Sevilla Diego Capel bị chấn thương.Trong năm sau đó, vào ngày 4 tháng 1, anh ghi bàn vào phút cuối trong trận thắng Thổ Nhĩ Kỳ.
Huấn luyện viên Vicente Del Bosque gọi Riera vào đội hình dự Confederations Cup 2009.Anh cùng hậu vệ trái Joan Capdevila chơi ăn ý với nhau, đặc biệt trong trận mở màn tiếp New Zealand, trận này Tây Ban Nha thắng 5-0.

## Danh hiệu
- Liverpool
  - Về nhì Premier League